# Josh Thomson
Joshua Joseph Thomson (San Jose, 21 de setembro de 1978) é um lutador americano de artes marciais mistas, atualmente compete no Peso Leve do Bellator. Thomson esteve nas promoções do PRIDE Fighting Championships, Strikeforce e World Fighting Alliance. Thomson ja foi Campeão Peso Leve do Strikeforce.Agora ele compete peloBellator Fighting Championships

## Carreira no MMA
Thomson começou sua carreira no MMA vencendo suas duas primeiras lutas profissionais, antes de uma luta sem resultado contra Norifumi Yamamoto. Thomson então venceu suas três lutas seguintes, incluindo uma vitória sobre o ex-Campeão Peso Leve do WEC Rob McCullough.

### Ultimate Fighting Championship
Thomson fez sua estréia no UFC no UFC 44 derrotando Gerald Strebendt por nocaute no primeiro round. Ele então conseguiu uma vitória por decisão sobre Hermes França em uma luta incrível no UFC 46, após isso, Thomson foi nocauteado em sua luta seguinte por Yves Edwards no UFC 49.

### Strikeforce
Thomson tinha o recorde de 2-1 no UFC e 7-1(1) ao todo antes de deixar o UFC e optar para ir lutar no Japão na promoção do PRIDE Fighting Championships. Ele venceu a única luta que fez no PRIDE por finalização no primeiro round. Thomson então entrou para o Strikeforce e perdeu sua luta de estréia no companhia uma luta pelo Cinturão Peso Leve Vago do Strikeforce contra Clay Guida, mas venceu suas seis lutas seguintes, incluindo vitórias sobre Duane Ludwig e Nam Phan e ganhou outra chance pelo Cinturão Peso Leve do Strikeforce.
Em 27 de Junho de 2008, ele derrotou Gilbert Melendez por decisão unânime no Strikeforce: Melendez vs. Thomson e se tornou o Campeão Peso Leve do Strikeforce.
Em 11 de Abril de 2009, Thomson era esperado para fazer sua primeira defesa de cinturão em uma revanche contra Gilbert Melendez na estréia do Strikeforce na Showtime, porém foi obrigado à se retirar da luta após quebrar o tornozelo nos treinos em 1 de Abril de 2009. Rodrigo Damm foi escolhido para pegar o lugar de Thomson no card.
Em 15 de Agosto de 2009, Thomson era esperado para unificar seu título com o Cinturão Peso Leve Interino do Strikeforce contra o Campeão Interino Gilbert Melendez no Strikeforce: Carano vs. Cyborg, porém não foi liberado pelos médicos para luta devido à sua perna que ainda o incomodava. Mitsuhiro Ishida foi escolhido para enfrentar Melendez.
Em 19 de Dezembro de 2009 no Strikeforce: Evolution, Thomson enfrentou Gilbert Melendez pelo Cinturão Peso Leve Incontestável. Thomson perdeu por decisão unânime.
Thomson enfrentou Pat Healy no Strikeforce: Fedor vs. Werdum e venceu por finalização no terceiro round. Após a vitória, Dave Camarillo o graduou como Faixa Preta em Guerrilla Ju-Jitsu. Thomson quebrou suas duas costelas durante a luta na primeira queda de Healy e lutou o resto da luta com um estilo mais defensivo.
Thomson enfrentou Gesias Cavalcante em 9 de Outubro de 2010 no Strikeforce: San Jose onde venceu por uma controversa decisão unânime.
A luta seguinte de Thomson foi contra Tatsuya Kawajiri no evento de final de ano do Dream, o Dynamite!! 2010. Ele perdeu por decisão unânime.
Thomson era esperado para enfrentar o estreante na promoção Maximo Blanco no Strikeforce: Barnett vs. Kharitonov porém outra lesão o tirou da luta.
Thomson retornou em Março de 2012 e enfrentou K.J. Noons no Strikeforce: Tate vs. Rousey. Ele venceu por decisão unânime.
Thomson mais uma vez enfrenotu Gilbert Melendez pelo Cinturão Peso Leve do Strikeforce no Strikeforce: Barnett vs. Cormier em 19 de Maio de 2012. Ele perdeu por decisão dividida.

### Volta ao UFC
Thomson fez sua volta ao UFC em 20 de Abril de 2013 no UFC on Fox: Henderson vs. Melendez contra o vencedor do The Ultimate Fighter 5 Nate Diaz. Thomson venceu por nocaute técnico no segundo round, ganhando o prêmio de Nocaute da Noite.
Thomson enfrentaria Anthony Pettis pelo Cinturão Peso Leve do UFC em 14 de Dezembro de 2013 no UFC on Fox: Pettis vs. Thomson, porém, Pettis lesionou seu joelho e foi forçado a se retirar do evento.
Thomson enfrentou o ex-Campeão Peso Leve do UFC Ben Henderson em 25 de Janeiro de 2014 no UFC on Fox: Henderson vs. Thomson. Thomson dominou a maior parte da luta, sendo superior em quase todo o momento da luta, mas, uma decisão dividida deu a vitória para Henderson. Muitos meios de comunicação e observadores foram divididos em que eles achavam que Thomson deveria ter sido declarado vencedor. Thomson tinha um takedown a mais (5 a 4) e foi capaz de colocar Henderson de costas no chão em vários ocasiões. Durante o primeiro round Thomson quebrou o polegar da mão direita, contribuindo para a sua incapacidade de soco com muita eficácia.
Thomson era esperado para enfrentar Michael Johnson em 26 de Julho de 2014 no UFC on Fox: Lawler vs. Brown. No entanto, Johnson se retirou da luta com uma lesão e foi substituído por Bobby Green. Ele foi derrotado por decisão dividida.
Thomson enfrentaria o invicto Gilbert Burns em 21 de Março de 2015 no UFC Fight Night: Maia vs. LaFlare. No entanto, uma lesão o forçou a ser retirado do card, sendo substituído pelo estreante Alex Oliveira.
Thomson enfrentou Tony Ferguson em 15 de Julho de 2015 no UFC Fight Night: Mir vs. Duffee e foi derrotado por decisão unânime.
Bellator MMA	
Em 11 de Agosto, 2015, Thomson assinou um contrato multi-luta com Bellator MMA . [35] Ele fez sua estréia em 19 de setembro, 2015, Bellator MMA & Glory: Dynamite 1 contra Mike Bronzoulis , vencendo por finalização no terceiro round.
Em sua segunda luta para a promoção, Thomson enfrentou Pablo Villaseca em 4 de Dezembro, 2015, Bellator 147 . [36] Ele ganhou a luta por nocaute técnico no segundo round.

## Cartel no MMA
| Cartel no MMA   |             |            |
| 31 lutas        | 22 vitórias | 8 derrotas |
| Por nocaute     | 6           | 1          |
| Por finalização | 10          | 0          |
| Por decisão     | 6           | 7          |
| No contest      | 1           | 1          |

| Res.    | Cartel   | Oponente          | Método                           | Evento                                         | Data       | Round | Tempo | Local                     | Notas                                                       |
| ------- | -------- | ----------------- | -------------------------------- | ---------------------------------------------- | ---------- | ----- | ----- | ------------------------- | ----------------------------------------------------------- |
| Derrota | 22-9-(1) | Patricky Freire   | KO (soco)                        | Bellator 172                                   | 18/02/2017 | 2     | 0:40  | San Jose, California      |                                                             |
| Vitória | 22-8 (1) | Pablo Villaseca   | Nocaute Tecnico (Socos)          | Bellator 147                                   | 11/12/2015 | 2     | 3:59  | Fresno, California        |                                                             |
| Vitória | 21-8 (1) | Mike Bronzoulis   | Finalização (katagatame)         | Bellator 142                                   | 19/09/2015 | 3     | 0:39  | San Jose, California      |                                                             |
| Derrota | 20-8 (1) | Tony Ferguson     | Decisão (unânime)                | UFC Fight Night: Mir vs. Duffee                | 15/07/2015 | 3     | 5:00  | San Diego, California     |                                                             |
| Derrota | 20-7 (1) | Bobby Green       | Decisão (dividida)               | UFC on Fox: Lawler vs. Brown                   | 26/07/2014 | 3     | 5:00  | San Jose, California      |                                                             |
| Derrota | 20-6 (1) | Ben Henderson     | Decisão (dividida)               | UFC on Fox: Henderson vs. Thomson              | 25/01/2014 | 5     | 5:00  | Chicago, Illinois         |                                                             |
| Vitória | 20-5 (1) | Nate Diaz         | Nocaute Técnico (socos)          | UFC on Fox: Henderson vs. Melendez             | 20/04/2013 | 2     | 3:44  | San Jose, California      | Nocaute da Noite.                                           |
| Derrota | 19–5 (1) | Gilbert Melendez  | Decisão (dividida)               | Strikeforce: Barnett vs. Cormier               | 19/05/2012 | 5     | 5:00  | San Jose, California      | Pelo Cinturão Peso Leve do Strikeforce.                     |
| Vitória | 19–4 (1) | K.J. Noons        | Decisão (unânime)                | Strikeforce: Tate vs. Rousey                   | 03/03/2012 | 3     | 5:00  | Columbus, Ohio            | Pela chance de disputar o Cinturão Peso Leve do Strikeforce |
| Derrota | 18–4 (1) | Tatsuya Kawajiri  | Decisão (unânime)                | Dynamite!! 2010                                | 31/12/2010 | 3     | 5:00  | Saitama                   |                                                             |
| Vitória | 18–3 (1) | Gesias Cavalcante | Decisão (unânime)                | Strikeforce: Diaz vs. Noons II                 | 09/10/2010 | 3     | 5:00  | San Jose, California      |                                                             |
| Vitória | 17–3 (1) | Pat Healy         | Finalização (mata leão)          | Strikeforce: Fedor vs. Werdum                  | 26/06/2010 | 3     | 4:27  | San Jose, California      |                                                             |
| Derrota | 16–3 (1) | Gilbert Melendez  | Decisão (unânime)                | Strikeforce: Evolution                         | 19/12/2009 | 5     | 5:00  | San Jose, California      | Perdeu o Cinturão Peso Leve do Strikeforce                  |
| Vitória | 16–2 (1) | Ashe Bowman       | Nocaute Técnico (socos)          | Strikeforce: At The Mansion II                 | 20/09/2008 | 1     | 1:14  | Beverly Hills, California |                                                             |
| Vitória | 15–2 (1) | Gilbert Melendez  | Decisão (unânime)                | Strikeforce: Melendez vs. Thomson              | 27/06/2008 | 5     | 5:00  | San Jose, California      | Ganhou o Cinturão Peso Leve do Strikeforce                  |
| Vitória | 14–2 (1) | Adam Lynn         | Nocaute (socos)                  | Strikeforce: Playboy Mansion                   | 29/09/2007 | 1     | 4:45  | Beverly Hills, California |                                                             |
| Vitória | 13–2 (1) | Nick Gonzalez     | Finalização (mata leão)          | Strikeforce: Shamrock vs. Baroni               | 22/06/2007 | 1     | 1:42  | San Jose, California      | Defendeu o Cinturão Peso Leve Americano do Strikeforce.     |
| Vitória | 12–2 (1) | Nam Phan          | Decisão (unânime)                | Strikeforce: Triple Threat                     | 08/12/2006 | 3     | 5:00  | San Jose, California      | Ganhou o Cinturão Peso Leve Americano do Strikeforce.       |
| Vitória | 11–2 (1) | Duane Ludwig      | Finalização (guilhotina)         | Strikeforce: Tank vs. Buentello                | 07/11/2006 | 2     | 4:36  | Fresno, California        |                                                             |
| Vitória | 10–2 (1) | Rocky Johnson     | Finalização (chave de braço)     | PFA: Pride and Fury 5                          | 06/07/2006 | 1     | 1:55  | Worley, Idaho             |                                                             |
| Vitória | 9–2 (1)  | Harris Sarmiento  | Finalização (triângulo de braço) | Strikeforce: Revenge                           | 09/06/2006 | 3     | 3:19  | San Jose, California      |                                                             |
| Derrota | 8–2 (1)  | Clay Guida        | Decisão (unânime)                | Strikeforce: Shamrock vs. Gracie               | 10/03/2006 | 5     | 5:00  | San Jose, California      | Pelo Cinturão Peso Leve Vago do Strikeforce.                |
| Vitória | 8–1 (1)  | Daisuke Sugie     | Finalização (chave de joelho)    | Pride Bushido 8                                | 17/07/2005 | 1     | 4:35  | Nagoya                    |                                                             |
| Derrota | 7–1 (1)  | Yves Edwards      | Nocaute (chute voador e socos)   | UFC 49: Unfinished Business                    | 21/08/2004 | 1     | 4:32  | Las Vegas, Nevada         |                                                             |
| Vitória | 7–0 (1)  | Hermes França     | Decisão (unânime)                | UFC 46: Supernatural                           | 31/11/2004 | 3     | 5:00  | Las Vegas, Nevada         |                                                             |
| Vitória | 6–0 (1)  | Gerald Strebendt  | Nocaute (socos)                  | UFC 44: Undisputed                             | 26/09/2003 | 1     | 2:45  | Las Vegas, Nevada         |                                                             |
| Vitória | 5–0 (1)  | Rob McCullough    | Decisão (unânime)                | WFA 3: Level 3                                 | 23/11/2002 | 3     | 5:00  | Las Vegas, Nevada         |                                                             |
| Vitória | 4–0 (1)  | Kajan Johnson     | Finalização (cotoveladas)        | SE: North American Sport Fighting Invitational | 07/09/2002 | 2     | 4:56  | Boise, Idaho              |                                                             |
| Vitória | 3–0 (1)  | Doug Evans        | Finalização (triângulo)          | NW Submission Fighting 1                       | 04/05/2002 | 1     | 1:29  | Boise, Idaho              |                                                             |
| NC      | 2–0 (1)  | Norifumi Yamamoto | NC (chute genital acidental)     | Shogun 1                                       | 15/12/2001 | 2     | 2:00  | Honolulu, Hawaii          | Yamamoto levou um golpe genital                             |
| Vitória | 2–0      | Víctor Estrada    | Finalização (triângulo)          | Gladiators Vale Tudo                           | 10/03/2001 | 2     | N/A   | Worley, Idaho             |                                                             |
| Vitória | 1–0      | Jason Abajian     | Nocaute (socos)                  | Bushido 1                                      | 18/01/2001 | 1     | N/A   | Tempe, Arizona            |                                                             |